# Ormosia brachyrhabda
Ormosia brachyrhabda är en tvåvingeart som beskrevs av Alexander 1948. Ormosia brachyrhabda ingår i släktet Ormosia, och familjen småharkrankar. Inga underarter finns listade i Catalogue of Life.